# HV Voorschoten '70
HVV '70 is een Nederlandse handbalvereniging uit het Zuid-Hollandse Voorschoten. HVV '70 staat voor Handbalvereniging Voorschoten 1970.
In het seizoen 2017/18 promoveerde het eerste herenteam van HVV '70 naar de eerste divisie. In 2021 degradeerde HVV '70 vrijwillig uit de eerste divisie.